# Thomas Rawlings
Thomas Rawlings (Londres, 1775-1812) fou un compositor i violoncel·lista anglès.
Fill de l'organista Robert, aprengué del seu pare les primeres nocions de l'art musical, després tingué per professor a un mestre alemany, que li ensenyà piano, violí, violoncel i harmonia. Des de llavors es dedicà a la composició i a l'ensenyança de la música, hi ha figurat també com a violinista i com a violoncel·lista en algunes orquestres. Les seves primeres composicions foren publicades a Londres, i entre elles hi ha: Concerto di camera, un duet per a arpa i piano, melodies nacionals per a piano, serenates per a diversos instruments, melodies angleses…